# Большая Шугорь
Большая Шугорь — село в Ростовском районе Ярославской области России. 
В рамках организации местного самоуправления входит в сельское поселение Ишня, в рамках административно-территориального устройства — в Шугорский сельский округ.

## География
Расположено в 8 км к западу (по прямой) от центра города Ростова и в 3 км к западу от рабочего посёлка Ишня.

## Население
| 1859 | 1914 | 2007 | 2010 |
| ---- | ---- | ---- | ---- |
| 345  | ↗400 | ↘161 | ↘104 |

Согласно результатам переписи 2002 года, в национальной структуре населения русские составляли 93 % от всех жителей.